# Kąty (osada w powiecie elbląskim)
Kąty (niem. Kanthen) – osada w Polsce, położona w województwie warmińsko-mazurskim, w powiecie elbląskim, w gminie Pasłęk. Osada wchodzi w skład sołectwa Krasin.
W latach 1975–1998 miejscowość administracyjnie należała do województwa elbląskiego.